# ISO 3166-2:MA
Kódy ISO 3166-2 pro Maroko identifikují 12 regionů, dále pak 13 prefektur a 62 provincií (stav v roce 2018). V tomto rozsahu je započítáno i území Západní Sahary, pro které nepanuje celosvětová shoda o tom, zda se jedná o suverénní stát či součást Maroka. První část (MA) je mezinárodní kód pro Maroko, druhá část sestává ze dvou čísel identifikujících region a ze tří písmen identifikujících provincii či prefekturu.

## Seznam kódů
Následuje přehled regionů, provincií a prefektur. Hvězdičkou jsou označena území, která zcela či částečně, leží na území Západní Sahary. 
```
MA-01 Tanger-Tétouan-Al Hoceïma

          MA-TET Tétouan (provincie) 
          MA-HOC Al Hoceïma (provincie) 
          MA-CHE Chefchaouen (provincie) 
          MA-FAH Fahs-Anjra (provincie) 
          MA-LAR Larache (provincie) 
          MA-OUZ Ouezzane (provincie) 
          MA-TNG Tanger-Assilah (prefektura)
          MA-MDF M’diq-Fnideq (prefektura)

MA-02 L'Oriental

          MA-BER Berkane (provincie) 
          MA-DRI Driouch (provincie) 
          MA-FIG Figuig (provincie) 
          MA-GUF Guercif (provincie) 
          MA-JRA Jerada (provincie) 
          MA-NAD Nador (provincie) 
          MA-OUJ Oujda-Angad (prefektura)
          MA-TAI Taourirt (provincie) 

MA-03 Fès- Meknès

          MA-BOM Boulemane (provincie) 
          MA-HAJ El Hajeb (provincie) 
          MA-FES Fès (prefektura) 
          MA-IFR Ifrane (provincie) 
          MA-MEK Meknès (prefektura) 
          MA-MOU Moulay Yacoub (provincie) 
          MA-SEF Sefrou (provincie)
          MA-TAO Taounate (provincie) 
          MA-TAZ Taza (provincie) 

MA-04 Rabat-Salé-Kénitra

          MA-KHE Khemisset (provincie) 
          MA-KEN Kénitra (provincie) 
          MA-RAB Rabat (prefektura) 
          MA-SAL Salé (prefektura) 
          MA-SIL Sidi Slimane (provincie) 
          MA-SIK Sidi Kacem (provincie) 
          MA-SKH Skhirate-Témara (prefektura)

MA-05 Béni-Mellal-Khénifra

          MA-AZI Azilal (provincie) 
          MA-BEM Béni Mellal (provincie) 
          MA-FQH Fquih Ben Salah (provincie) 
          MA-KHN Khenifra (provincie) 
          MA-KHO Khouribga (provincie) 

MA-06 Casablanca-Settat

          MA-BES Ben slimane (provincie) 
          MA-BRR Berrechid (provincie) 
          MA-CAS Casablanca (prefektura) 
          MA-JDI El Jadida (provincie) 
          MA-MOH Mohammadia (prefektura) 
          MA-MED Médiouna (provincie) 
          MA-NOU Nouaceur (provincie) 
          MA-SIB Sidi Bennour (provincie)
          MA-SET Settat (provincie)

MA-07 Marrakech-Safi

          MA-HAO Al Haouz (provincie) 
          MA-CHI Chichaoua (provincie) 
          MA-KES El Kelâa des Sraghna (provincie) 
          MA-ESI Essaouira (provincie) 
          MA-MAR Marrakech (prefektura) 
          MA-REH Rehamna (provincie) 
          MA-SAF Safi (provincie)
          MA-YUS Youssoufia (provincie) 

MA-08 Drâa-Tafilalet

          MA-ERR Errachidia (provincie) 
          MA-MID Midelt (provincie) 
          MA-OUA Ouarzazate (provincie) 
          MA-TIN Tinghir (provincie) 
          MA-ZAG Zagora (provincie) 

MA-09 Souss-Massa

          MA-AGD Agadir-Ida-Ou-Tanane (prefektura) 
          MA-INE Inezgane-Ait Melloul (prefektura) 
          MA-CHT Chtouka-Ait Baha (provincie) 
          MA-TAR Taroudant (provincie) 
          MA-TAT Tata (provincie) 
          MA-TIZ Tiznit (provincie) 

MA-10 Guelmim-Oued Noun
*
          MA-ASZ Assa-Zag (provincie)*
          MA-GUE Guelmim (provincie) 
          MA-SIF 
Sidi Ifni
 (provincie) 
          MA-TNT Tan-Tan (provincie)*

MA-11 Laâyoune-Sakia El Hamra
*
          MA-BOD Boujdour (provincie)*
          MA-ESM Es-Semara (provincie)*
          MA-LAA Laâyoune (provincie)* 
          MA-TAF Tarfaya (provincie)*

MA-12 Dakhla-Oued Ed-Dahab
*
          MA-AOU Aousserd (provincie)*
          MA-OUD Oued Ed-Dahab (provincie)* 
```